# Pineuilh

Pineuilh este o comună în departamentul Gironde din sud-vestul Franței. În 2009 avea o populație de 4.405 de locuitori.

## Evoluția populației
| An        | 1975  | 1982  | 1990  | 1999  | 2006  | 2009  |
| --------- | ----- | ----- | ----- | ----- | ----- | ----- |
| Populație | 3.493 | 3.542 | 3.512 | 3.645 | 4.072 | 4.405 |